# Кінезул (футбольний клуб)
 Спортивний клуб «Кінезул» Тімішоара (рум. C.S. Chinezul Timișoara) — колишній румунський футбольний клуб з Тімішоари, що існував у 1910—1946 роках. Домашні матчі приймав на стадіоні «Банатул», місткістю 7 000 глядачів.

## Досягнення
- Ліга I
  - Чемпіон: 1921–22, 1922–23, 1923–24, 1924–25, 1925–26, 1926–27.